# Un dottore in altomare
Un dottore in altomare (Doctor at Sea) è un film del 1955 diretto da Ralph Thomas.
È anche conosciuto coi titoli Un dottore in alto mare e Incontro a Rio.

## Trama
Il dottor Simon Sparrow si iscrive come ufficiale medico su una nave da carico, la "SS Lotus" comandata dal capitano Wentworth Hogg. Qui avviene l'incontro tra Simon e Hélène Colbert, una giovane cantante di nightclub francese, per poi innamorarsi.

## Distribuzione
Venne presentato in concorso alla 16ª Mostra internazionale d'arte cinematografica di Venezia il 7 settembre 1955 accolto in maniera positiva dalla critica.

## Critica
(Leo Pestelli)

## Seguiti
Il film ha avuto vari seguiti, tutti tratti dalle opere di Richard Gordon:
- Quattro in medicina (Doctor in the House), regia di Ralph Thomas (1954)
- Dottore a spasso (Doctor at Large), regia di Ralph Thomas (1957)
- Si spogli dottore! (Doctor in Love), regia di Ralph Thomas (1960)
- Dottore nei guai (Doctor in Distress), regia di Ralph Thomas (1963)
- Vai avanti... dottore! (Doctor in Clover), regia di Ralph Thomas (1966)
- Doctor in Trouble, regia di Ralph Thomas (1970) - (inedito in Italia)

Ne è nata inoltre una serie televisiva: Dottori in allegria (1969-1970)